# Licnophora

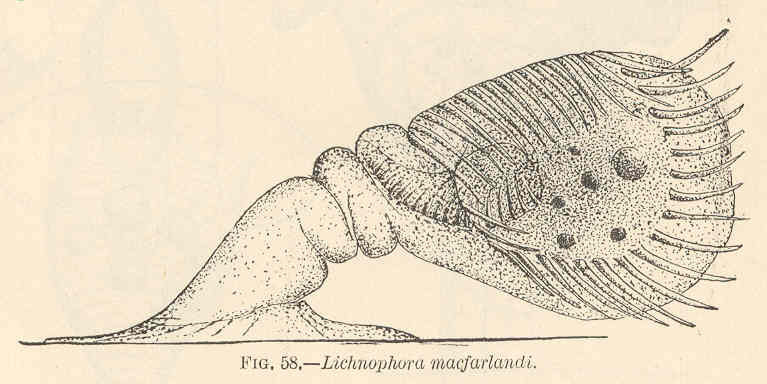
Licnophora macfarlandi, Illustration von 1902.

Nicht zu verwechseln mit der Kieselalgen-Gattung Licmophora
Licnophora ist eine Gattung von Wimpertierchen aus der Familie der Licnophoridae. Sie haben typischerweise eine sanduhrähnliche Form und leben als Ektokommensalen auf Meerestieren.
Die Gattung Licnophora wurde erstmals von Claus (1862) als Parasit auf Hydrozoen der Gattung Cladonema beschrieben, aber nicht benannt; die gültige Erstbeschreibung mit Namen stammt von René-Édouard Claparède aus dem Jahr 1867.

## Beschreibung
Der Zellkörper der meisten Licnophora-Arten hat eine Form ähnlich einer Sanduhr.
An einem Ende befindet sich der orale Bereich, der von spezialisierten Flimmerhärchen (Zilien) umgeben ist (die Membranelle: adorale Zone der oralen Polykinetiden).
Das andere Ende enthält eine kreisförmige Befestigungsscheibe ((englisch attachment disc), auch Haftscheibe oder Basalscheibe), mit der sich der Einzeller am Substrat festhalten. Dies ist ein Alleinstellungsmerkmal der Gattung Licnophora, die aber auch freischwimmend vorkommen können.
L. lyngbycola hat einen schalenförmigen Körper und kahle (englisch glabrous) Haftscheibe. Die Zellen haben einen Mikronukleus und einen einzigen perlenkettanartigen (moniliformen) Makronukleus in Form eines „C“ mit etwa 14 Knoten (wichtig für die taxonomische Zuordnung); sowie zwei spezialisierte dorsale („rückenseitig“) Kinetien (englisch kineties, Einzahl kinety); fünf periphere Ringstrukturen auf der Haftscheibe, von denen die 2., 3. und 5. (d. h. äußerste) unvollständig sind.
Die Mitglieder der Licnophora sind ektokommensale Organismen, die sich an verschiedene Arten von Meerestieren anheften, darunter Schnecken, Muscheln, Vielborster (Polychaeten, z. B. Gattung Syllis), Seepferdchen und Schlangensterne (Ophiuroidea, z. B. Gattung Ophiothrix mit dem Zerbrechlichen Schlangenstern). Eine Art wurde sogar an Algen
bzw. Cyanobakterien der Gattung Lyngbya gefunden.
Die Art L. lyngbycola hält sich mit der Haftscheibe an den Filamenten von farblosen Cyanobakterien der Gattung Lyngbya festhält.
Die Art L. auerbachii verursacht schwere Infektionen der Augen der Jakobsmuschel Chlamys opercularis, indem sie das Gewebe des Tieres abschleifen, wenn sie sich an ihm festsetzen.
Die Vertreter von Licnophora haben generell eine Größe von weniger als 0,2 mm,
bei L. lyngbycola 80 bis 130 µm,
bei L. auerbachi beträgtsie 80 bis 120 µm;
nach Claparède haben L. auerbachi und L. cohnii eine Größe von nur ca. 50–60 μm.
Die Arten der Gattung Licnophora kommen in marinen Habitaten vor; zwei Süßwasserformen, von Maskell (1886) und Garbini (1898) beschrieben, wurden wieder aus der Gattung Licnophora herausgenommen.

## Systematik
Die Gattung Licnophora wurde 1867 von René-Édouard Claparède erstmals beschrieben.
Er klassifizierte die Art Trichodina auerbachii Cohn, 1866 in diese neue Gattung und benannte auch eine neue Art L. cohnii zu Ehren von Ferdinand Cohn.
Die Gattung wurde früher in das Wimpertierchen-Taxon Heterotrichea eingestuft.
Neuere Taxonomien platzieren sie jedoch aufgrund von Belegen aus der molekularen Phylogenetik und einigen morphologischen Merkmalen des Makronucleus (wie den makronuklearen Replikationsbanden, englisch replication bands) gewöhnlich in die Gruppe der Spirotrichea.
Eine andere Analyse hat jedoch ergeben, dass es sich um einen „isolierten Zweig“ innerhalb der Intramacronucleata handeln könnte, der am engsten mit den Spirotrichea, Armophorea und Clevelandellidae verwandt ist.

### Etymologie
Der Name Licnophora bedeutet „Fächer-Träger“ (französisch porte-van).

### Artenliste
Mit Stand 16. Februar 2025 wurden folgende Arten von Licnophora beschrieben:
Licnophora Claparède, 1867(V,N,W,T,G,O)
- Licnophora asterisci Gruber, 1884(G) [L. asteriscus Gruber[2]][11]
– an Asteriscus Gruber[2]
- Licnophora auerbachii (Cohn, 1866) Claparède, 1867(V,W,G,O) [Trichodina auerbachii Cohn, 1866]
– marin(W), Typlokalität: Helgoland, Vorkommen auch bei Neapel;[1] auf Onchidoris muricata (früher Doris muricata, Sternschnecken) und Thysanozoon sp. (Pseudocerotidae)[2]
- Licnophora bassoni L. L. van As & J. G. Van As, 2000(V,G)
– an südafrikanischen Turbanschnecken[5]
- Licnophora biecheleri Villeneuve-Brachon, 1940(V)
- Licnophora bullae Dustin, 1915(V,G)
- Licnophora chattoni Villeneuve-Brachon, 1939(V,G)
- Licnophora cohnii Claparède, 1867(V,G) [Licnophora cohni[11]]
– im Mittelmeer, Typlokalität: bei Neapel,[1] von den Kiemen des Ringelwurms Psyrmobranchus protensus (Clap.)[2][9]
- Licnophora conklini Stevens, 1904(V,G)
– an der marinen Schnecke Crepidula plana (Calyptraeidae)[2]
- Licnophora europaea Garbini, 1898(G)
- Licnophora hippocampi Meng & Yu, 1985(V)
- Licnophora limpetae Van As, Van As & Basson, 1999(V)
- Licnophora lyngbycola Fauré-Fremiet, 1937(V,N,W,T,G,O)[4]
– marin(W)[4]
- Licnophora macfarlandi Stevens, 1901/1904(V,N,T,G)
– an der Küste Kaliforniens,[9] an den Kiemen der Kalifornischen Seegurke (Apostichopus californicus, syn. Parastichopus californicus, Holothuria californica),[2][9] eine Varietät auch an der marinen Schnecke Crepidula plana (Calyptraeidae).[2]
- Licnophora rosa Van As & Van As, 2001(G)
– an den Kiemen der Kreiselschneckenart Oxystele sinensis[12]

(V) – Liesl L. Van As, Jo G. Van As (2000)
(N) – Taxonomie des National Center for Biotechnology Information (NCBI)
(W) – World Register of Marine Species (WoRMS)
(T) – The Taxonomicon
(G) – Global Biodiversity Information Facility (GBIF)
(O) – Ocean Biogeographic Information System (OBIS)

## Licnophora macfarlandi
Licnophora macfarlandi hat einen länglichen Körper, der in drei verschiedene Bereiche unterteilt ist: die Haftscheibe (englisch attachment disc), den Hals oder Stiel (englisch neck/stalk) und die Mundscheibe (englisch oral disc). Die Haftscheibe hat einen fast kreisförmigen Umriss und besteht aus einer flachen, kreisförmigen Schale (englisch cup), die von vier Ziliarmembranen umgeben ist. Deren Zilien sind zwar normalerweise vereint, können aber an jedem Punkt getrennt werden, ohne die Koordination ihrer Bewegungen zu stören. Außerhalb der Membranen befindet sich ein Kragen (Velum), der aus einem längeren dorsalen und einem kürzeren und breiteren ventralen Teil besteht.
Der Hals ist sehr biegsam, er kann daher seine Länge und Dicke stark variieren; im zusammengezogenen Zustand zeigt er auffällige Falten und Furchen sowohl auf der Dorsal- als auch auf der Ventralseite.
Weitere Details finden sich bei Nettie Maria Stevens (1903).

## Weiterführende Literatur
- Denis H. Lynn, Michaela C. Strüder-Kypke: Phylogenetic Position of Licnophora, Lechriopyla, and Schizocaryum, Three Unusual Ciliates (Phylum Ciliophora) Endosymbiotic in Echinoderms (Phylum Echinodermata). In: Journal of Eukaryotic Microbiology, Band 49, Nr. 6, November 2002, 460–468; doi:10.1111/j.1550-7408.2002.tb00229.x, PMID 12503681, ResearchGate:10971400 (englisch).
- Feng Gao, Alan Warren, Qianqian Zhang, Jun Gong, Miao Miao, Ping Sun, Dapeng Xu, Jie Huang, Zhenzhen Yi, Weibo Song: The All-Data-Based Evolutionary Hypothesis of Ciliated Protists with a Revised Classification of the Phylum Ciliophora (Eukaryota, Alveolata). In: Scientific Reports, Band 6, Nr. 24874, 29. April 2016; doi:10.1038/srep24874 (englisch).